# 加古川市立野口北小学校
加古川市立野口北小学校（かこがわしりつ のぐちきたしょうがっこう）は、兵庫県加古川市にある公立小学校。

## 沿革
（沿革節の主要な出典は公式サイト）

### 年表
- 1977年（昭和52年）
  - 4月1日 - 加古川市立野口小学校の校舎の一部を仮校舎として開校
  - 6月11日 - 校章制定
  - 8月25日 - 新校舎竣工
  - 8月27日 - 新校舎へ移転
  - 9月10日 - 校歌制定
- 1978年7月21日 - プール竣工
- 1979年2月2日 - 体育館竣工
- 1981年
  - 10月14日 -「あいさつ運動」標柱設置
  - 10月27日 - 基礎学力研究発表会開催
- 1983年2月26日 - 「美しい心」碑完成
- 1984年11月8日 - 同和教育研究発表会開催
- 1986年11月16日 - 創立10周年記念式典開催
  - 創立10周年記念「伸びよ北の子」碑設置
- 1987年3月18日 - 卒業記念「輝く未来」像設置
- 1989年（昭和64年/平成元年）
  - 2月20日 -「卒業記念の庭」設置
  - 2月29日 - 体育倉庫竣工
- 1994年11月10日 - 家庭科教育研究大会開催
- 1996年11月16日 - 創立20周年記念式典
- 1998年6月17日 - 運動場遊具撤去（平行棒，衛星ジャングルジム）
- 2004年3月31日 - 運動場遊具新設工事（ブランコ，ジャングルジム）
- 2009年11月6日 - 外国語活動（英語）研究発表会開催
- 2013年3月7日 - 運動場新規格遊具設置（すべり台・登り棒）

## 通学区域
- 加古川市[2]
  - 野口町水足（1626-38,1626-52,1791以外）
  - 野口町北野（加古川バイパスより北側）
  - 平岡町新在家902-21～902-138、902-243～902-290、2562、2563、2566-2

## 進学先中学校
卒業生の大部分は加古川市立陵南中学校に進学する

## 交通
- 西日本旅客鉄道（JR西日本）山陽本線東加古川駅下車、徒歩27分。

## 周辺
- 企業・工場
  - SRIハイブリッド 加古川工場
  - NTTコムウェア・ビリングソリューション 関西センター
  - M&D建材 西日本支店
  - シスメックス 加古川工場
  - 日本アチソン 加古川工場
  - 日本精化 加古川西工場、加古川東工場
  - ハリマ化成 加古川製造所、中央研究所
  - ハリマ食品 加古川工場
  - 阪神電線 加古川工場
  - フットワークエクスプレス 加古川支店
  - 本州製罐 兵庫工場
  - メイショク 加古川工場

- 学校
  - 兵庫県立農業高等学校
  - 加古川市立陵南中学校
  - 加古川市立野口北幼稚園
  - 孔雀保育園

- 病院
  - 東加古川病院

- 金融機関
  - 加古川市南農業協同組合 北野支所
  - 郵便局 加古川北野局

- 神社・仏閣
  - 横蔵寺
  - 五社大神社
  - 若宮神社

- 店舗
  - ガスト 加古川水足店
  - ナフコ 加古川店
  - マックスバリュ 水足店
  - ヤマダストアー 北野店

- その他
  - 加古川レークセンター
  - 北野公園

## 通学区域が隣接している学校
- 加古川市立神野小学校
- 加古川市立氷丘小学校
- 加古川市立野口小学校
- 加古川市立平岡北小学校
- 稲美町立天満小学校